# D端子
D端子是一種用來傳送類比映像信號的連接端子，僅在日本使用。由日本電子工業協會（EIAJ）為了用在衛星電視接收器上而開發。外觀是一個小型扁平的連接頭，與蘋果公司曾用來連接乙太網路的AAUI端子相同。

## 類型
D端子能傳輸色差映像信號（YPBPR），配備有D5連接端的裝置可以辨認並顯示以下的映像信號：
- D1 480i (525i)：720 × 480 隔行扫描（標準畫質）
- D2 480p (525p)：720 × 480 逐行扫描（標準畫質）
- D3 1080i (1125i)： 1920 × 1080 隔行扫描（Hi-Vision高畫質）
- D4 720p (750p)： 1280 × 720 逐行扫描（Hi-Vision高畫質）
- D5 1080p (1125p)： 1920 × 1080 逐行扫描（Full Hi-Vision高畫質）

配備有D端子連接端的裝置可支援相同或較低等級的信號。例如D4連接端可以用來傳輸D4、D3、D2或D1等級的信號，但無法傳輸D5等級的信號。

理論上來說，將D端子連接端拆解後，可連結至標準的色差端子。

## 資料來源
1. ↑  .   [2011-12-05]. （原始内容存档于2009-01-16）.